# Romanç (música)
El romanç és un genere musical del Renaixement espanyol basat en romanços poètics d'origen popular. Musicalment, es tracta d'una música polifònica, vocal, que a vegades era acompanyada d'instruments com la viola i amb una temàtica profana. Alguns dels generes emparentats amb el romanç són el villancet i l'ensalada, de la mateixa època. En Espanya, la major part dels romanços que encara es conserven estan inclosos dins del Cancionero de Palacio. De les 40 obres que formen part del cançoner, sis en parlen de la conquesta de Granada, duta a terme pels Reis Catòlics. El compositor espanyol més important de romanços és Juan del Encina.
La seua estructura musical consisteix en una estrofa de quatre frases musicals curtes (ABCD) que es repeteix durant tota la cançó. El text sol ser un poema octosíl·lab, amb rima lliure als versos pars i rima assonant als senars. Tot i que el seu contingut sol ser un text èpic, real o inventat, també n'hi ha romanços satírics, amorosos…